# Eupithecia joymaketa
Eupithecia joymaketa là một loài bướm đêm trong họ Geometridae.